# Scythropochroa quercicola
Scythropochroa quercicola är en tvåvingeart som först beskrevs av Johannes Winnertz 1869.  Scythropochroa quercicola ingår i släktet Scythropochroa och familjen sorgmyggor.
Artens utbredningsområde är Tyskland. Inga underarter finns listade i Catalogue of Life.